# Challenger de Rabat
EL Morocco Tennis Tour – Rabat es un torneo profesional de tenis. Pertenece al ATP Challenger Series. Se juega desde el año 2007 sobre pistas de tierra batida, en Rabat, Marruecos.

## Palmarés

### Individuales
| Año  | Campeón               | Finalista                | Resultado |
| ---- | --------------------- | ------------------------ | --------- |
| 2012 | Martin Kližan         | Filippo Volandri         | 6–2, 6–3  |
| 2011 | Ivo Minář             | Peter Luczak             | 7–5, 6–3  |
| 2010 | Rubén Ramírez Hidalgo | Marcel Granollers        | 6–4, 6–4  |
| 2009 | Laurent Recouderc     | Santiago Ventura         | 6–0, 6–2  |
| 2008 | Thomaz Bellucci       | Martín Vassallo Argüello | 6–2, 6–2  |
| 2007 | Stefano Galvani       | Olivier Patience         | 6–1, 6–1  |

### Dobles
| Año  | Campeones                                | Finalistas                            | Resultado            |
| ---- | ---------------------------------------- | ------------------------------------- | -------------------- |
| 2012 | Iñigo Cervantes Huegun Federico Delbonis | Martin Kližan Stéphane Robert         | 6–7(3), 6–1, [10–5]  |
| 2011 | Alessio di Mauro Simone Vagnozzi         | Evgeny Korolev Yuri Schukin           | 6–4, 6–4             |
| 2010 | Ilija Bozoljac Daniele Bracciali         | Oleksandr Dolgopolov Jr. Dmitri Sitak | 6–4, 6–4             |
| 2009 | Rubén Ramírez Hidalgo Santiago Ventura   | Michael Kohlmann Philipp Marx         | 6–4, 7–6(5)          |
| 2008 | Guillermo García-López Mariano Hood      | Marc Fornell-Mestres Caio Zampieri    | 6–3, 6–2             |
| 2007 | Yuri Schukin Orest Tereshchuk            | Peter Luczak Boris Pašanski           | 6–7(8), 7–6(4), 10–3 |